# Muriel Rukeyser
Muriel Rukeyser   (Nova York, 15 de desembre de 1913 - Nova York, 12 de febrer de 1980) va ser una poetessa i activista política nord-americana. Se la coneix pels seus poemes, que tracten temes com la igualtat, el feminisme, la justícia social o el judaisme. De marcada tendència progressista, va cobrir com a corresponsal el cas dels Scottsboro Boys i va treballar per a la International Labor Defense. El 1936 era a Barcelona per cobrir l'Olimpíada Popular i va viure de primera mà el Cop d'estat del juliol del 1936 a Barcelona, fets que van impactar la seva obra.
Combinava poesia i ciència en obres com Theory of Flight (1935) o U.S.I. (1938). El 1938 va publicar The Book of the Dead, que documentava els detalls del desastre del túnel de Hawks Nest. També va publicar Breaking Open (1973) i The Gates (1976).
Durant els anys 60 i 70 va presidir la filial americana del PEN Club Internacional i va destacar-se per la seva oposició a la Guerra del Vietnam. Va escriure diverses biografies.